# Gustaf Adolf Rundgren
Gustaf Adolf Rundgren, född 13 december 1879 i Söderfors församling, Uppsala län, död 14 juni 1953 i Västanfors, var en svensk järnarbetare och politiker.
Rundgren var ledamot av riksdagens andra kammare 1909-1914, vid valet 1908 invald i Västmanlands norra domsagas valkrets och vid valet 1911 invald i  Västmanlands läns västra valkrets. Han var 1944-1945 tillförordnad kommunalborgmästare i Fagersta.